# RDS (Unternehmen)
RDS ist eine Gruppe von Straßenbauunternehmen, gegründet 2005 in der Ukraine.
Sie gehört zu den drei größten Straßenbauunternehmen der Ukraine nach der Länge der gebauten Straßen in der Ukraine. Ihr Sitz ist in Odessa. Zu RDS gehören Rostdorstroj GmbH und Kyjiwschljachbud Privatunternehmen. Die Gruppe arbeitet in neun Gebieten der Ukraine.

## Geschichte
Das Unternehmen wurde 2005 als eine Investmentgruppe namens „Rost“ (dt. Wachstum) für den Wohnhaus- und Gewerbegebäudebau gegründet; aber im gleichen Jahr begann die Gruppe, im Straßenbau zu investieren und wurde später in „Rostdorstroj“ (dt. Wachstum-Straßenbau) umbenannt.
Seit 2014 nimmt RDS an internationalen Ausschreibungen teil, inklusive der Hauptreparatur der Straßen in der Republik Moldau mit Unterstützung der Europäische Bank für Wiederaufbau und Entwicklung.
Zum Zweck der Geschäftserweiterung auf dem europäischen Markt ist die Gruppe der Straßenbauunternehmen „Rostdorstroj“ 2019 in RDS umbenannt worden.
2019 gewann RDS die Ausschreibung der Weltbank für die Bauarbeiten in der Ukraine an der Autobahn M-03 Kiew-Charkiw-Dowschanskyj.
2020 vollendete RDS den Bau der Landebahn im Flughafen Odessa und baute die Autostraßen in den Gebieten Tscherkassy, Poltawa und Mykolajiw weiter.
Im April 2020 erwarb die Firma das Asphaltbetonwerk „Kredmasch DS-16837“.
Am 15. April 2020 sagte der Miteigentümer der RDS-Gruppe Juri Schumacher, dass die RDS-Gruppe mehr als 1.200 Menschen angestellt habe und weitere 850 anstellen wolle.
Die RDS-Gruppe ist Mitgründerin des Ukrainischen Straßenbau-Unternehmens-Verbands. Darüber hinaus gehört sie zur Europäischen Business-Assoziation.